# 张熙恩 (马来西亚)
張熙恩（Ziah Zhang，1990年12月1日—），马来西亚的模特演員，自出道以來一直活躍於娛樂圈中，曾參加《非常演员》涉足演藝圈。

## 經歷
模特、演員，出道既有著“马版张熙恩”、“男版张熙恩”之稱，出道後活躍至今，演藝生涯更涉足多部電視的演出，如奇幻劇《幸福专卖店》、《当拳头遇上枕头》、《美丽新世界之丈夫》、《游龙戏凤》、《永保平安》、《小陈医生》、《爱屋吉屋》等多部膾炙人口好戲。由於演藝生涯關係他對於時尚的敏銳度非常高。